# Ivan Kharitonov
Pour les articles homonymes, voir Kharitonov.
Ivan Mikhaïlovitch Kharitonov (2 juin 1870 - 17 juillet 1918) est un cuisinier à la cour du Tsar Nicolas II de Russie. Il suivit la famille Romanov en exil après la révolution russe de 1917. Il fut assassiné avec eux par les bolcheviks le 17 juillet 1918 à Iekaterinbourg. Inhumé dans une fosse commune près d’Iekaterinbourg, il fut réinhumé, le 17 juillet 1998, dans la nécropole impériale de la cathédrale Pierre-et-Paul, à Saint-Pétersbourg.
En 1981, Ivan Mikhaïlovitch Kharitonov fut canonisé comme nouveau martyr par l'Église orthodoxe à l'étranger. En 2000, l'Église orthodoxe de Russie le déclara martyr de l'oppression de l'Union soviétique.